# David R. Veblen
David R. Veblen (* 27. April 1947 in Minneapolis) ist ein US-amerikanischer Mineraloge.
Veblen studierte Geologie an der  Harvard University mit dem Bachelor-Abschluss 1969,  dem Master-Abschluss 1974 und der Promotion 1976. Als Post-Doktorand war er an der Arizona State University, an der er auch Professor wurde. Ab 1981 lehrte er an der Johns Hopkins University, an der er 1998 Morton K.Blaustein Professor wurde. 
Er war Gastprofessor am Caltech (1990) und in Schweden.
Veblen untersuchte Minerale mit Transmissions-Elektronenmikroskopie (TEM) und klärte damit die Struktur von Mischungen von Amphibolen und Pyroxenen (Pyrobole bzw. Pyribole), aber auch unter anderem Obsidian, Asbest, Glimmermineralien und speziell Reaktionen von Biotit und Chloriten, Tonmineralien und Hochtemperatursupraleitern. Er entwickelte auch Techniken für TEM in der Mineralogie.
1996/97 war er Präsident der Mineralogical Society of America. 1982 bis 1985 war er Associate Editor von The American Mineralogist.

## Ehrungen
- Ein von Fernando Cámara, Elena Sokolova, Frank C. Hawthorne, Ralph Rowe, Joel D. Grice und Kim Tait erstbeschriebenes und 2010 anerkanntes Mineral erhielt ihm zu Ehren den Namen Veblenit (IMA 2010-050) als Anerkennung seiner herausragenden Beiträge auf den Gebieten der Mineralogie und Kristallographie.[1]

## Schriften (Auswahl)
- Herausgeber mit Paul A. Ribbe: Amphiboles and Other Hydrous Pyroboles, Reviews in Mineralogy, Band 9A, Mineralogical Society of America 1981
- Herausgeber mit Paul A. Ribbe: Amphiboles:Petrology and Experimental Phase Relations, Reviews in Mineralogy, Band 9B, Mineralogical Society of America 1982